# STS-134
STS-134 est la vingt-cinquième et dernière mission de la navette spatiale Endeavour à destination de la Station spatiale internationale dont le lancement, initialement prévu le 29 avril 2011, a eu lieu à 8h56 heure locale le 16 mai 2011.
Cette mission est l'avant-dernière d'une navette spatiale et a pour but de transporter l'ExPRESS Logistics Carrier 3 et le spectromètre magnétique Alpha (AMS-02), une expérience de physique fondamentale qui pourrait permettre de détecter la matière noire de l'Univers, et qui a été installée sur l'ISS.
Afin de célébrer le dernier vol d'Endeavour, la NASA a permis à tout internaute d'avoir la possibilité d'envoyer une photo de lui-même dans l'espace. Le programme, baptisé Face in Space (Visage dans l'espace), a permis d'envoyer une photo de soi qui sera embarquée dans la navette lors du vol. Les certificats de ce vol sont dès à présent disponibles sur le site de Face in Space. L'offre était également valable pour le dernier vol de Discovery (STS-133).

## Équipage
La NASA a annoncé l'équipage le 10 août 2009 :
- Commandant : Mark E. Kelly (4)  États-Unis
- Pilote : Gregory H. Johnson (2)  États-Unis
- Spécialiste de mission 1 : Andrew J. Feustel (2)  États-Unis
- Spécialiste de mission 2 : Michael Fincke (3)  États-Unis
- Spécialiste de mission 3 : Gregory Chamitoff (2)  États-Unis
- Spécialiste de mission 4 : Roberto Vittori, ESA (3)  Italie

Le chiffre entre parenthèses indique le nombre de vols spatiaux effectués par l'astronaute, STS-134 inclus.
À la suite de la fusillade de Tucson, où la femme de Mark Kelly, la membre de la Chambre des représentants des États-Unis Gabrielle Giffords fut grièvement blessée, on décida de nommer exceptionnellement par précaution un remplaçant en la personne de Frederick W.Sturckow (4)